# 关锋
关锋（1919年7月—2005年6月7日），本名周玉峰，字秀山，笔名庆云、何明、东方明、撒仁兴、古棣等，山东省庆云县周辛村人。是中央文化革命小组成员。

## 生平
1933年8月，关锋加入中国共产党。1937年7月，任中共庆云县工委宣传委员。同年9月，任中共冀鲁边区抗日救国军第一路政治主任。1938年10月，担任中共山东省乐陵县委书记。1939年5月，调任中共冀鲁边区二地委宣传部长，改名为关锋。1944年担任中共山东分局渤海区教育科长，1947年，任山东渤海师范学校校长。1950年调济南，任中共中央山东分局宣传部理论教育处处长。1952年，兼任山东政治学校校长。
1956年调北京，任中共中央政治研究室哲学研究组组长。当选中共第八次全国代表大会代表、第三届全国人民代表大会代表。1966年4月，任《红旗》杂志副总编。文化大革命爆发后，任中央文革小组成员，主持《红旗》杂志的常务工作。1967年在王关戚事件后，关锋和王力、戚本禹失势，8月31日，被隔离审查，后关进北京秦城监狱。1982年初，释放出狱。2005年6月7日在北京去世，终年八十六岁。

## 著作
- 文革风云丛书24《毛泽东的秀才——关锋与文革》，收1966.1-1967.8的关锋文稿62篇，存目9篇，2016年台湾西西弗斯文化出版公司。
- 《法和法学发生学》以古棣之名与夫人周英合作，30万字，1990年，中国人民大学出版社；
- 《惠施思想及先秦名学》以古棣之名与夫人周英合作，40万字，1990年，海洋出版社。
- 《老子通》上、下册，以古棣之名与夫人周英合作，140万字，1991年，吉林人民出版社；
- 《孙子兵法大辞典》以古棣为主编，戚文（戚本禹）为副主编，135万字的，1993年，上海科普出版社。
- 《孔子批判》（上）孔子十日谈，（下）《论语》译说，古棣/戚文/周英，2002，时代文艺出版社